# (862) Франция
(862) Франция (фр. Franzia) — небольшой астероид главного пояса, который был открыт 28 января 1917 года немецким астрономом Максом Вольфом в обсерватории Хайдельберга и назван в честь европейской страны — Франции.

Орбита астероида Франция и его положение в Солнечной системе
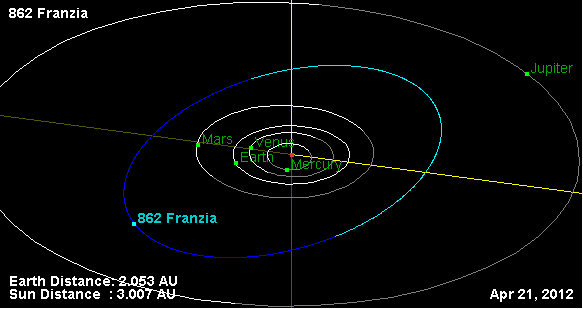
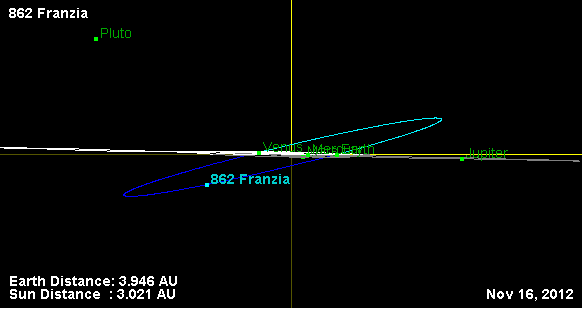